# Jaś i łodyga fasoli
Jaś i łodyga fasoli  (ang. Jack and the Beanstalk) – amerykański film familijny, zrealizowany na motywach baśni Jaś i magiczna fasola. W rolach głównych wystąpił znany duet komediowy Abbott i Costello.
Film był emitowany na kanale TCM  pod alternatywnym tytułem Jack i czarodziejska fasola.

## Obsada
- Bud Abbott – pan Dinkle
- Lou Costello – Jaś
- Dorothy Ford – Polly/recepcjonistka
- Buddy Baer – olbrzym
- Shaye Cogan – Eloise Larkin/księżniczka/Darlene
- David Stollery – Donald Larkin
- James Alexander – Arthur/ksiażę
- Barbara Brown – pani Strong
- William Farnum – król
- Mel Blanc – zwierzęta na farmie (różne głosy)